# دانيال إسبينوزا
دانيال إسبينوزا هو مخرج سويدي ولد في 23 مارس 1977.

## وصلات خارجية
- دانيال إسبينوزا على موقع IMDb (الإنجليزية)
- دانيال إسبينوزا على موقع ألو سيني (الفرنسية)
- دانيال إسبينوزا على موقع أول موفي (الإنجليزية)
- دانيال إسبينوزا على موقع بوكس أوفيس موجو (الإنجليزية)
- دانيال إسبينوزا على موقع قاعدة بيانات الأفلام السويدية (السويدية)
- دانيال إسبينوزا على موقع قاعدة بيانات الفيلم (الإنجليزية)
- دانيال إسبينوزا على موقع كينوبويسك (الروسية)